# Gerda III
Le Gerda III est un navire de service aux phares, désormais navire musée situé au Mystic Seaport à Mystic au Connecticut.

## Historique
Gerda III a été construit en 1928 au Danemark et a été utilisé comme bateau de travail commun. En 1943, Gerda III a été utilisé par Henny Sinding, 19 ans, pour le Sauvetage des juifs du Danemark et les faire passer clandestinement du Danemark occupé par le Troisième Reich vers la Suède. Environ 300 Juifs ont été sauvés par Gerda III.

## Protection
Le Parlement danois a fait don de Gerda III au Musée du patrimoine juif de New York . le Mystic Seaport s'occupe maintenant du navire et le présente dans le cadre de leur collection d'embarcations. L'histoire du sauvetage est le sujet du film Day in October, sorti en 1991.